# Packard B
Packard B – samochód marki Packard produkowany w roku 1900.
Budowano go w wersji Single Seat Roadster. Opcjonalnie była dostępna wersja "dos-a-dos" i "phaeton". Ogółem zmontowano go w liczbie 49 sztuk. Osiągał prędkość 30 km/h.